# Општина Витање
Општина Витање (словен. Vitanje) је једна од општина Савињске регије у држави Словенији. Седиште општине је истоимено насеље Витање.

## Природне одлике
Рељеф: Општина Витање налази се у северном делу Словеније. Општина обухвата највиши део долине речице Худиње, која се налази у средишту општине, а око ње се пружају планине - југозападно Похорје на северу, Стеница на југу и Пашки Козјак на западу.
Клима: У општини влада оштрија, планинска умерено континенталне климе.
Воде: Најважнији водоток у општини је речица Худиња. Сви остали водотоци су мали и њене су притоке.

## Становништво
Општина Витање је ретко насељена.

## Насеља општине
| - Брезен - Витање - Витањско Скомарје - Љубница | - Пака - Сподњи Долич - Стеница - Худиња |  |